# Chile na Letnich Igrzyskach Olimpijskich 1964
Chile na Letnich Igrzyskach Olimpijskich 1964, reprezentowane było przez 14 sportowców (tylko mężczyźni). Był to 11. start reprezentacji w historii letnich igrzysk olimpijskich.

## Reprezentanci

### Boks
- Mario Molina
  - waga piórkowa - 17. miejsce

- Luis Zuñiga
  - waga lekka - 17. miejsce

- Misael Vilugrón
  - waga półśrednia - 17. miejsce

- Guillermo Salinas
  - waga średnia - 9. miejsce

### Jeździectwo
- Américo Simonetti
  - skoki przez przeszkody - 29. miejsce

### Lekkoatletyka
- Iván Moreno
  - bieg na 100 m – odpadł w eliminacjach
  - bieg na 200 m – odpadł w eliminacjach

- Ricardo Vidal
  - maraton – 50. miejsce

- Patricio Etcheverry
  - rzut oszczepem – 24. miejsce

### Pięciobój nowoczesny
- Aquilles Gloffka
  - indywidualnie - 31. miejsce

### Strzelectwo
- Roberto Huber
  - pistolet szybkostrzelny 25 m - 38. miejsce

- Juan Enrique Lira
  - trap - 6. miejsce

- Gilberto Navarro
  - trap - 17. miejsce

### Szermierka
- Sergio Vergara
  - szabla indywidualnie - odpadł w eliminacjach

- Sergio Jimenez
  - szabla indywidualnie - odpadł w eliminacjach

- Aquilles Gloffka
  - szabla indywidualnie - odpadł w eliminacjach